# Национальная библиотека
Национальная библиотека — библиотека или группа библиотек, поддерживаемых национальными ресурсами, которые обычно несут ответственность за публикацию национальной библиографии и за ведение национального библиографического информационного центра. Национальные библиотеки действуют в интересах общества страны.
Национальные библиотеки стремятся в основном собирать и сохранять ценные книги и документы.

## Определение
Существует большое разнообразие национальных библиотек, и к ним применимы только самые общие определения. Это вызвано различиями в странах в политической истории, интеллектуальных и культурных традиция и в отношении к библиотекам. По данным Международной федерации библиотечных ассоциаций и учреждений около 175 учреждений выполняют те же функции, в том числе и не официальные.
Национальная библиотека — это та библиотека, которая обязана собирать и хранить литературу нации внутри страны и за её пределами. Таким образом, национальные библиотеки — это те библиотеки, сообществом которых является нация в целом. Примеры включают британскую библиотеку и Национальную библиотеку Франции в Париже.
Существуют более широкие определения национальной библиотеки, уделяющие меньше внимания функции хранилища.

## Современные национальные библиотеки
В конце 1980-х годов сначала в США позже в Японии и Западной Европе появляются национальные электронные библиотеки.
- Национальная библиотека США, Здание Томаса Джефферсона претендует на звание самой большой библиотеки в мире[6][7].
- Британская библиотека в Лондоне, самая большая национальная библиотека в мире по количеству каталогизированных предметов 170–200 миллионов[8][9][10][11].
- Центральная Итальянская национальная библиотека во Флоренции.
- Национальная библиотека Китая - самая большая библиотека в материковой Азии.
- Национальная библиотека Бразилии является крупнейшей библиотекой в Латинской Америке.

## История

### Происхождение
Первые национальные библиотеки берут своё начало в королевских собраниях.
Национальная библиотека Франции берёт своё происхождение от королевской библиотеки, основанной во Луврском дворце Карлом V в 1368 году. Карл получил коллекцию рукописей от своего предшественника Иоанна II и передал их в Лувр из фр. Palais de la Cité «Дворец Сити». Первым известным библиотекарем был Клод Малле, камердинер короля, который сделал своего рода каталог. Жан Бланше сделал ещё один в 1380 году и Жан де Бег один в 1411 году, и другой в 1424 году. Карл V был покровителем обучения и поощрял создание и коллекционирование книг. Известно, что он использовал Николаса Оресме, Рауля де Пресле и других для перевода древних текстов. После смерти Карла VI эта коллекция была в одностороннем порядке куплена английским регентом Франции, герцогом Бедфордом, который перевёз её в Англию в 1424 году. Она была разогнана после его смерти в 1435 году.
Один из первых планов создания национальной библиотеки был разработан английским математиком Джоном Ди, который в 1556 году представил королеве Марии I в Англии дальновидный план сохранения старых книг, рукописей и записей и основания национальной библиотеки, но его предложение не было принято.
В Англии предложение сэра Ричарда Бентли о строительстве королевской библиотеки, опубликованное в 1694 году, стимулировало возобновление интереса к этой теме. Сэр Роберт Коттон, 1-й баронет из Коннингтона, богатый коллекционер антиквариата, собрал самую богатую на то время частную коллекцию рукописей в мире и основал «Хлопковую библиотеку». После роспуска монастырей (Тюдоровская секуляризация) многие бесценные и древние рукописи, принадлежавшие монашеским библиотекам, начали распространяться среди различных коллекционеров, многие из которых не знали о культурной ценности рукописей. Гений сэра Роберта заключался в поиске, покупке и сохранении этих древних документов. После его смерти его внук пожертвовал библиотеку нации, как её первая национальная библиотека. Эта передача установила формирование Британской библиотеки.

### Национальные библиотеки
По некоторым данным первая национальная библиотека была основана в 1753 году как часть Британского музея. Это новое учреждение, не принадлежащее ни церкви, ни царю, свободное и открытое для людей и стремится собрать все ценные знания. Основой музея стала воля врача и натуралиста сэра Ханса Слоана, который за свою жизнь собрал завидную коллекцию редкостей, которую он завещал нации за 20 000 фунтов стерлингов.
Назначение Жака Огюста де Ту библиотекарем Национальной библиотеки Франции в 17 веке положило начало периоду развития, благодаря которому она стала самой большой и богатой коллекцией книг в мире. Библиотека открылась для публики в 1692 году под управлением аббата Лувуа, сына министра Лувуа. На смену аббату Лувуа пришёл аббат Биньон, или Биньон II, как его называли, который инициировал полную реформу библиотечной системы. Созданы каталоги, изданные в 1739-53 гг. В 11 томах. Коллекции неуклонно увеличивались за счёт покупки и подарка в связи с началом Великой французской революции, когда она находилась в серьёзной опасности частичного или полного уничтожения, но благодаря действиям Антуана-Августина Ренуара и Жозефа Ван Праэ она не пострадала.
Коллекции библиотеки выросли до более чем 300 000 томов во время радикальной фазы Великой французской революции, когда были арестованы частные библиотеки аристократов и духовенства. После создания Первой французской республики в 1795 году (по некоторым данным сентябре 1792 году) «Ассамблея провозгласила Библиотеку дю Рой национальной собственностью, а учреждение было переименовано в Национальную библиотеку. После четырёх столетий контроля со стороны Короны эта великая библиотека стала собственностью французского народа».
Коллекция Слоана включала около 40 000 печатных книг и 7 000 рукописей, а также гравюры и рисунки. Закон 1753 года о Британском музее также включал в себя Хлопковую библиотеку и Библиотеку Харли Роберта. К ним в 1757 году присоединилась Королевская библиотека, собранная различными британскими монархами.
Первые выставочные галереи и читальный зал для учёных открылись 15 января 1759 года, а в 1757 году король Георг II предоставил её право на копию каждой книги, изданной в стране, что обеспечило почти неограниченное расширение библиотеки музея.